# ARHGEF2
ARHGEF2‏ (Rho/Rac guanine nucleotide exchange factor 2) هوَ بروتين يُشَفر بواسطة جين ARHGEF2 في الإنسان.